# إلك ريفر
إلك ريفر (بالإنجليزية Elk River) هي مدينة في مقاطعة شيربورن، مينيسوتا، الولايات المتحدة الأمريكية. تبعد حوالي 34 ميلا إلى الشمال الغربي من منيابولس. ويقع عند التقاء نهر المسيسيبي وإلك ريفر.ويبلغ عدد السكان 16447 في تعداد عام 2000. الطرق السريعة 10 و 169 و 101 هي الثلاث المسارات الرئيسية في المدينة.

## التركيبة السكانية
قام مكتب تعداد الولايات المتحدة بتحديد بيانات التركيبة السكانية لإلك ريفرفي تعداد الولايات المتحدة. في ما يلي، التركيبة السكانية حسب تعدادي 2000 و2010.

### تعداد عام 2000
بلغ عدد سكان إلك ريفر 16,447 نسمة بحسب تعداد عام 2000، وبلغ عدد الأسر 5,664 أسرة وعدد العائلات 4,400 عائلة مقيمة في المدينة. في حين سجلت الكثافة السكانية 385.5 نسمة لكل ميل مربع (148.8/كم2). وبلغ عدد الوحدات السكنية 5,782 وحدة بمتوسط كثافة قدره 135.5 نسمة لكل ميل مربع (52.3/كم2).
وتوزع التركيب العرقي للمدينة بنسبة 97.18% من البيض و 0.37% من الأمريكيين الأصليين و 0.49% من الأمريكيين ذوي الأصول الآسيوية و 0.01% من سكان جزر المحيط الهادئ و 0.43% من الأمريكيين الأفارقة و 1.02% من عرقين مختلطين أو أكثر.
بلغ عدد الأسر 5,664 أسرة كانت نسبة 45.5% منها لديها أطفال تحت سن الثامنة عشر تعيش معهم، وبلغت نسبة الأزواج القاطنين مع بعضهم البعض 64.7% من أصل المجموع الكلي للأسر، ونسبة 9.2% من الأسر كان لديها معيلات من الإناث دون وجود شريك، وكانت نسبة 22.3% من غير العائلات. تألفت نسبة 17.2% من أصل جميع الأسر من أفراد ونسبة 7.0% كانوا يعيش معهم شخص وحيد يبلغ من العمر 65 عاماً فما فوق. وبلغ متوسط حجم الأسرة المعيشية 3.24، أما متوسط حجم العائلات فبلغ 2.85.
بلغ العمر الوسطي للسكان 32 عاماً. وكانت نسبة 31.3% من القاطنين تحت سن الثامنة عشر، وكانت نسبة 8.5% بين الثامنة عشر والأربعة وعشرون عاماً، ونسبة 33.9% كانت واقعةً في الفئة العمرية ما بين الخامسة والعشرون حتى والأربعة وأربعون عاماً، ونسبة 18.3% كانت ما بين الخامسة والأربعون حتى الرابعة والستون، ونسبة 8.0% كانت ضمن فئة الخامسة والستون عاماً فما فوق. يوجد لكل 100 أنثى 100.9 ذكر، ويوجد لكل 100 أنثى في الثامنة عشر من عمرها فما فوق 96.8 ذكر.
بلغ متوسط دخل الأسرة في المدينة 58,114 دولار، أما متوسط دخل العائلة فبلغ 65,471 دولار. وكان متوسط دخل الذكور 43,230 دولار مقابل 30,023 دولار للإناث. وسجل دخل الفرد الخاص بالمدينة 21,808 دولار. وكانت نسبة 2.5% من العائلات ونسبة 3.2% من السكان تحت خط الفقر، وكان من هؤلاء نسبة 2.9% تحت سن الثامنة عشر ونسبة 4.6% في الخامسة والستين من العمر وما فوق.

### تعداد عام 2010
بلغ عدد سكان إلك ريفر 22,974 نسمة بحسب تعداد عام 2010، وبلغ عدد الأسر 8,080 أسرة وعدد العائلات 6,050 عائلة مقيمة في المدينة. في حين سجلت الكثافة السكانية 543.2 نسمة لكل ميل مربع (209.7/كم2). وبلغ عدد الوحدات السكنية 8,542 وحدة بمتوسط كثافة قدره 202.0 لكل ميل مربع (78.0/كم2).
وتوزع التركيب العرقي للمدينة بنسبة 93.4% من البيض و 0.4% من الأمريكيين الأصليين و 1.7% من الأمريكيين ذوي الأصول الآسيوية و 1.8% من الأمريكيين الأفارقة و 1.9% من عرقين مختلطين أو أكثر.
بلغ عدد الأسر 8,080 أسرة كانت نسبة 42.1% منها لديها أطفال تحت سن الثامنة عشر تعيش معهم، وبلغت نسبة الأزواج القاطنين مع بعضهم البعض 61.1% من أصل المجموع الكلي للأسر، ونسبة 9.5% من الأسر كان لديها معيلات من الإناث دون وجود شريك، بينما كانت نسبة 4.3% من الأسر لديها معيلون من الذكور دون وجود شريكة وكانت نسبة 25.1% من غير العائلات. تألفت نسبة 19.6% من أصل جميع الأسر من أفراد ونسبة 7.6% كانوا يعيش معهم شخص وحيد يبلغ من العمر 65 عاماً فما فوق. وبلغ متوسط حجم الأسرة المعيشية 3.18، أما متوسط حجم العائلات فبلغ 2.76.
بلغ العمر الوسطي للسكان 34.9 عاماً. وكانت نسبة 28.5% من القاطنين تحت سن الثامنة عشر، وكانت نسبة 7.7% بين الثامنة عشر والأربعة وعشرون عاماً، ونسبة 29.5% كانت واقعةً في الفئة العمرية ما بين الخامسة والعشرون حتى والأربعة وأربعون عاماً، ونسبة 24.9% كانت ما بين الخامسة والأربعون حتى الرابعة والستون، ونسبة 9.3% كانت ضمن فئة الخامسة والستون عاماً فما فوق. وتوزع التركيب الجنسي للسكان بنسبة 50.2% ذكور و49.8% إناث.